# Daily Worker
El Daily Worker fue un periódico editado en la ciudad de Nueva York por el Partido Comunista de los Estados Unidos (CPUSA), una organización política afiliada a la Internacional Comunista. La publicación de este periódico comenzó en 1924 y generalmente reflejaba el punto de vista de los dirigentes del partido, especialmente durante los años del estalinismo, aunque se llevaban a cabo intentos de que el periódico mostrara todo espectro de opiniones de los partidos de izquierdas sobre ciertos temas específicos mientras ello no implicara condenas o críticas hacia la Unión Soviética. 
La publicación llegó a vender 35 000 ejemplares diarios durante la década de 1930, coincidiendo con el apogeo del CPUSA durante los años más severos de la Gran Depresión. Entre los importantes contribuyentes a estas páginas se encontraban Robert Minor y Fred Ellis (dibujantes), Lester Rodney (editor de deportes), David Karr, Richard Wright, Peter Fryer y Louis Budenz. Tras la invasión soviética de Hungría de 1956, el entonces director del diario, John Gates buscó liberalizar el CPUSA y auspició la discusión política sin trabas en las páginas del Daily Worker, haciéndose eco del "deshielo" impulsado por Nikita Jrushchov en la URSS por lo cual fue expulsado del partido a inicios de 1958 y el "Daily Worker" cesó la discusión en sus columnas.
El periódico perdió público como resultado de esta crisis (al igual que el CPUSA perdía militantes y simpatizantes) y dejó de publicarse como diario a mediados de 1958, pasando desde entonces a ser un semanario. La publicación diaria volvió en 1968 con el nombre de "The Daily World" y luego con el nombre People’s Daily World desde el año 1987 pero este órgano de prensa duró hasta 1991, coincidiendo con el fin de la financiación de la URSS en favor del CPUSA. Desde entonces el periódico vocero del CPUSA volvió a la publicación semanal con la denominación "People's World" hasta que en el año 2010 este se tornó una publicación online con el mismo nombre, abandonando el formato impreso de modo definitivo.